# PSV Eindhoven
Philips Sport Vereniging (Philips Idrottsförening), mer känd som PSV, ofta internationellt kallad PSV Eindhoven, bildad 31 augusti 1913, är en fotbollsklubb i Eindhoven i Nederländerna. Klubben dominerar tillsammans med Ajax och Feyenoord den nederländska fotbollsligan. Den största framgången internationellt är segern i Europacupen säsongen 1987/1988.

## Historia
Klubben grundades 1913 i Eindhoven. PSV är starkt knutet till elektronikkoncernen Philips då den skapades som en företagssponsrad klubb för arbetarna vid Philips. Vid samma tid som grundandet byggdes Philips Stadion som genom åren byggts ut ett antal gånger.
Klubbens uppgång kom under 1970-talet med spelare som Willy van der Kuijlen, Jan van Beveren, Jan Poortvliet, Adrie van Kraaij och bröderna Willy och René van de Kerkhof. Klubben vann ligan tre gånger och nederländska cupen två gånger. 1978 vann PSV för första gången en stor internationell titel, UEFA-cupen, efter seger mot SC Bastia. I klubben spelade vid denna tid även svenskarna Torbjörn Nilsson, Ralf Edström, Peter Dahlqvist och Björn Nordqvist.
Under tränaren Guus Hiddink och med spelare som Hans van Breukelen, Ronald Koeman, Eric Gerets, Sören Lerby och Wim Kieft vann laget Europacupen för första gången, efter finalseger mot Benfica efter straffläggning.
Under 1990-talet spelade Romário och Ronaldo Luís Nazário de Lima i PSV och klubben har värvat en rad sydamerikanska spelare genom åren.

## Meriter
Nederländska mästare (25)1929, 1935, 1951, 1963, 1975, 1976, 1978, 1986, 1987, 1988, 1989, 1991, 1992, 1997, 2000, 2001, 2003, 2005, 2006, 2007, 2008, 2015, 2016, 2018, 2024.
Nederländska cupmästare (11)1950, 1974, 1976, 1988, 1989, 1990, 1996, 2005, 2012, 2022, 2023
Nederländska supercupmästare (12)1992, 1996, 1997, 1998, 2000, 2001, 2003, 2008, 2012, 2015, 2016, 2021
Champions League-segrare1988
UEFA-cupmästare1978

## Placering senaste säsonger
| Säsong  | Nivå | Liga       | Placering | Referens | Kommentar           |
| ------- | ---- | ---------- | --------- | -------- | ------------------- |
| 2009/10 | 1    | Eredivisie | 3         | [ 1 ]    |                     |
| 2010/11 | 1    | Eredivisie | 3         | [ 2 ]    |                     |
| 2011/12 | 1    | Eredivisie | 3         | [ 3 ]    |                     |
| 2012/13 | 1    | Eredivisie | 2         | [ 4 ]    |                     |
| 2013/14 | 1    | Eredivisie | 4         | [ 5 ]    |                     |
| 2014/15 | 1    | Eredivisie | 1         | [ 6 ]    | Mästare             |
| 2015/16 | 1    | Eredivisie | 1         | [ 7 ]    | Mästare             |
| 2016/17 | 1    | Eredivisie | 3         | [ 8 ]    |                     |
| 2017/18 | 1    | Eredivisie | 1         | [ 9 ]    | Mästare             |
| 2018/19 | 1    | Eredivisie | 2         | [ 10 ]   |                     |
| 2019/20 | 1    | Eredivisie | x         | [ 11 ]   | Coronaviruspandemin |
| 2020/21 | 1    | Eredivisie | 2         | [ 12 ]   |                     |
| 2021/22 | 1    | Eredivisie | 2         | [ 13 ]   |                     |
| 2022/23 | 1    | Eredivisie | 2         | [ 14 ]   |                     |
| 2023/24 | 1    | Eredivisie | 1         | [ 15 ]   | Mästare             |

## Spelare

### Spelartrupp
| 1  | Argentina     | Walter Benítez | 19 mars 1993     | Nice (-22)      |
| 16 | Nederländerna | Joël Drommel   | 16 november 1996 | Twente (-21)    |
| 24 | Nederländerna | Boy Waterman   | 24 januari 1984  | OFI Kreta (-22) |
| 41 | Belgien       | Kjell Peersman | 21 maj 2004      | PSV             |

| 2  | Nederländerna | Shurandy Sambo      | 19 augusti 2001   | PSV                     |
| 3  | Nederländerna | Jordan Teze         | 30 september 1999 | PSV                     |
| 4  | Nederländerna | Armando Obispo      | 5 mars 1999       | PSV                     |
| 5  | Brasilien     | André Ramalho       | 16 februari 1992  | Red Bull Salzburg (-21) |
| 6  | Tyskland      | Armel Bella-Kotchap | 11 december 2001  | Southampton (-23)       |
| 8  | USA           | Sergiño Dest        | 3 november 2000   | Barcelona (-23)         |
| 17 | Brasilien     | Mauro Júnior        | 6 maj 1999        | Desportivo Brasil (-17) |
| 18 | Frankrike     | Olivier Boscagli    | 18 november 1997  | Nice (-19)              |
| 30 | Nederländerna | Patrick van Aanholt | 29 augusti 1990   | Galatasaray (-23)       |
| 35 | Norge         | Fredrik Oppegård    | 7 augusti 2002    | Vålerenga (-19)         |

| 10 | USA           | Malik Tillman  | 28 maj 2002      | Bayern München (-23) |
| 20 | Nederländerna | Guus Til       | 22 december 1997 | Spartak Moskva (-22) |
| 22 | Nederländerna | Jerdy Schouten | 12 januari 1997  | Bologna (-23)        |
| 23 | Nederländerna | Joey Veerman   | 19 november 1998 | Heerenveen (-22)     |
| 26 | Nederländerna | Isaac Babadi   | 6 april 2005     | PSV                  |
| 34 | Marocko       | Ismael Saibari | 28 januari 2001  | Genk (-20)           |

| 7  | Nederländerna | Noa Lang         | 17 juni 1999     | Club Brugge (-23) |
| 9  | Nederländerna | Luuk de Jong     | 27 augusti 1990  | Sevilla (-22)     |
| 11 | Belgien       | Johan Bakayoko   | 20 april 2003    | Anderlecht (-19)  |
| 14 | USA           | Ricardo Pepi     | 9 januari 2003   | Augsburg (-23)    |
| 19 | Nederländerna | Jason van Duiven | 24 februari 2005 | PSV               |
| 27 | Mexiko        | Hirving Lozano   | 30 juli 1995     | Napoli (-23)      |
| 32 | Belgien       | Yorbe Vertessen  | 8 januari 2001   | PSV               |

### Utlånade spelare
| Nr | Land      | Pos | Namn                                                |
| -- | --------- | --- | --------------------------------------------------- |
|    | Argentina | A   | Maximiliano Romero (i Racing till 31 december 2023) |

| Nr | Land | Pos | Namn                                                    |
| -- | ---- | --- | ------------------------------------------------------- |
|    | USA  | MF  | Richard Ledezma (i New York City till 31 december 2023) |